# Prevenção de incêndios

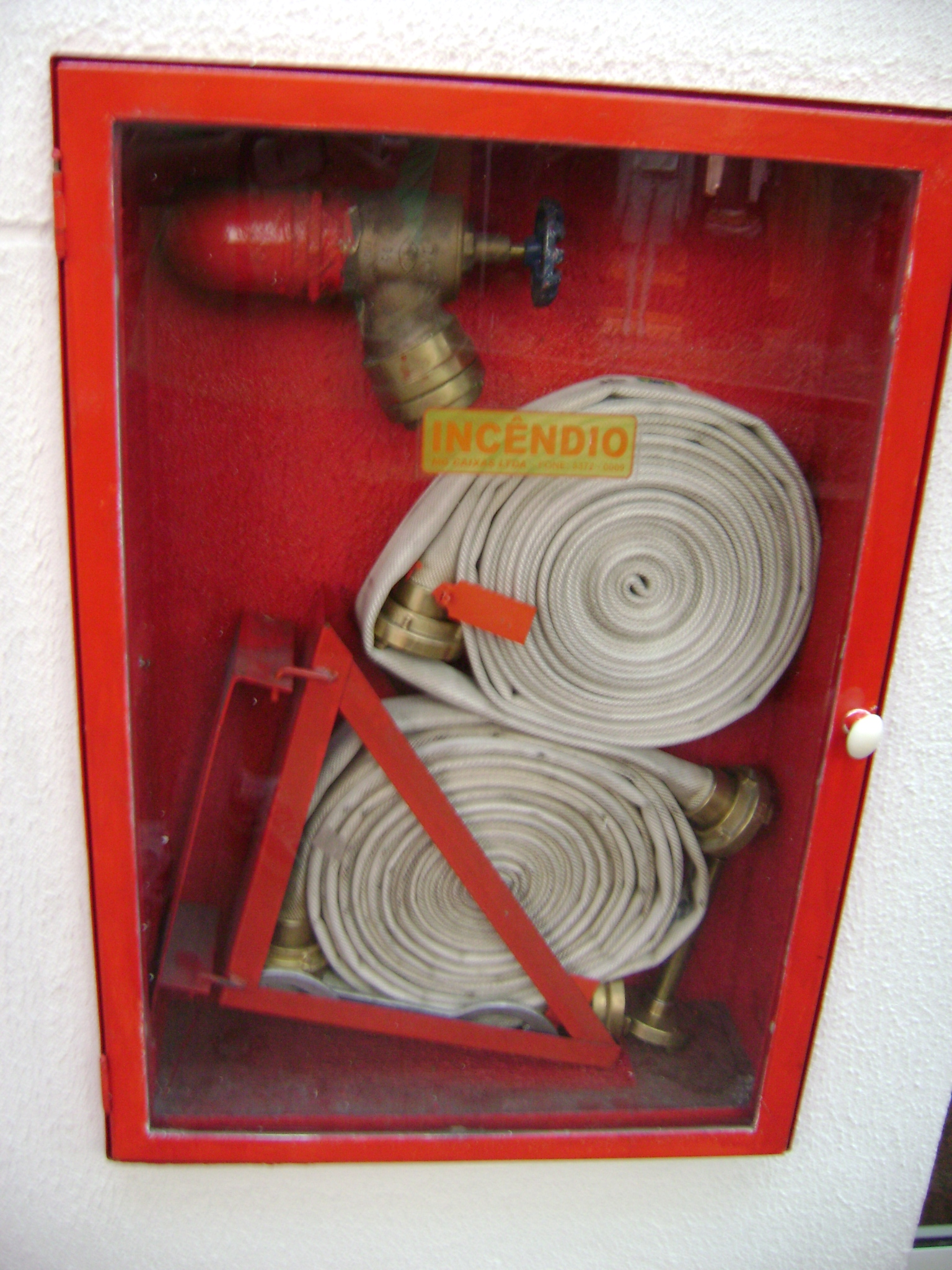
Mangueira para combater incêndios.

A prevenção e combate a incêndios surge desde a pré-história, quando o homem começa a controlar o fogo, inicialmente obtido da natureza, como na queda de raios, por exemplo.
Durante sua evolução, descobriu como obtê-lo e utilizou-se de seus préstimos para inúmeras atividades, dentre elas: aquecimento, preparo de alimentos, têmpera de metais, etc.
Mas o fogo, que tantos préstimos faz ao homem, é uma força imensa que deve ser controlada. Quando perde o controle sentimos os seus efeitos destruidores, denominados incêndios (sinistros).
Temos hoje a elaboração de normas e leis sobre edificações e suas ocupações, controle de materiais combustíveis e inflamáveis, controle de manutenção para máquinas e equipamentos em geral e sistemas eléctricos, além de inspecções de risco, com o objetivo de detectar situações propícias para o surgimento e alastramento de um incêndio; instalação de sistemas e equipamentos que permitam o combate rápido a princípios de incêndio, treinamento de pessoas no uso desses equipamentos e nos procedimentos de abandono das edificações sinistradas.
A consciência de prevenção de incêndios deve partir do lar, onde as crianças devem ser instruídas sobre os riscos do fogo, os perigos de brincadeiras com fogos de artifícios e balões, riscos elétricos, riscos dos produtos químicos domésticos, entre outros.
No Brasil temos base Legal de prevenção de incêndios ditada pela Portaria 3.214/78 - Norma Regulamentadora 23 do Ministério do Trabalho e Emprego, além de Leis Estaduais e Municipais.
Grande parte das normas utilizadas no Brasil e no mundo, para prevenção de incêndios no tocante a equipamentos, sistemas e treinamentos, são originárias da N.F.P.A. - National Fire Protection Association dos EUA, organismo norte americano de estudos e normatização de assuntos relacionados a incêndios e a prevenção destes.
Diversos outros organismos internacionais tratam o assunto incêndio com elaboração de normas e diretrizes. No Brasil temos a ABNT - Associação Brasileira de Normas Técnicas como principal elaboradora das normas nacionais. 